# Distretto di Aarberg
Il distretto di Aarberg è stato uno dei 26 distretti del cantone di Berna in Svizzera. Confinava con i distretti di Erlach a ovest, di Nidau a nord-ovest, di Büren a nord, di Fraubrunnen a est, di Berna e di Laupen a sud, con il Canton Friburgo (distretto di See) a sud-ovest e con il Canton Soletta (distretto di Bucheggberg) a nord-est. La sua superficie era di 153 km² e il suo capoluogo era il comune di Aarberg.
I suoi comuni sono passati alla sua soppressione al Circondario del Seeland e al Circondario di Berna-Altipiano svizzero.

## Comuni
- CH-3270 Aarberg
- CH-3282 Bargen
- CH-3257 Grossaffoltern
- CH-3283 Kallnach
- CH-3273 Kappelen
- CH-3250 Lyss
- CH-3045 Meikirch
- CH-3283 Niederried bei Kallnach
- CH-3271 Radelfingen
- CH-3255 Rapperswil
- CH-3054 Schüpfen
- CH-3267 Seedorf